# Susanne Andersen
Susanne Andersen (Stavanger, 23 luglio 1998) è una ciclista su strada norvegese che corre per il team Uno-X.

## Palmarès

### Strada
- 2015 (Juniores, una vittoria)

Campionati norvegesi, Prova a cronometro Junior
- 2016 (Hitec Products, tre vittorie)

3ª tappa Albstadt-Frauen-Etappenrennen (Tailfingen > Tailfingen)
Campionati norvegesi, Prova in linea Junior
Campionati norvegesi, Prova a cronometro Junior
- 2023 (Uno-X Pro Cycling Team, una vittoria)

Campionati norvegesi, Prova in linea

### Cross
- 2015-2016

Campionati norvegesi, Under-23

## Piazzamenti

### Grandi Giri
- Giro d'Italia

2023: 73ª
- Tour de France

2023: 93ª

### Competizioni mondiali
- Campionati del mondo

Richmond 2015 - Cronometro Junior: 19ª
Richmond 2015 - In linea Junior: 5ª
Doha 2016 - Cronometro Junior: 13ª
Doha 2016 - In linea Junior: 3ª
Bergen 2017 - In linea Elite: 7ª
Innsbruck 2018 - In linea Elite: ritirata
Yorkshire 2019 - In linea Elite: 29ª
Imola 2020 - In linea Elite: 70ª
Fiandre 2021 - In linea Elite: 75ª

### Competizioni europee
- Campionati europei

Tartu 2015 - Cronometro Junior: 6ª
Tartu 2015 - In linea Junior: 9ª
Plumelec 2016 - Cronometro Junior: 16ª
Plumelec 2016 - In linea Junior: 6ª
Herning 2017 - In linea Under-23: 2ª
Glasgow 2018 - In linea Elite: 55ª
Alkmaar 2019 - In linea Elite: 8ª
Plouay 2020 - In linea Elite: 29ª
Trento 2021 - In linea Elite: 31ª
Monaco di Baviera 2022 - In linea Elite: 35ª
Drenthe 2023 - In linea Elite: 16ª
- Giochi europei

Minsk 2019 - In linea: 6ª